# Oxytate bhutanica
Oxytate bhutanica  (лат.) — вид пауков семейства пауки-бокоходы (Thomisidae). Впервые описан в 2001. Вид встречается в Бутане и Китае.